# 巴伐利亞的斐迪南·馬利亞·英諾森
斐迪南·馬利亞·英諾森（德語：Ferdinand Maria Innozenz von Bayern，1699年8月5日—1738年12月9日），巴伐利亞選侯馬克西米利安二世·埃曼努爾的次子，母親是波蘭國王揚三世·索別斯基的女兒特蕾莎。

## 家庭
1719年，斐迪南與普法爾茨-諾伊堡的瑪麗亞·安娜·卡羅琳結婚，兩人共有2子1女：
1. 馬克西米利安·約瑟夫（1720年—1738年），早逝
2. 克雷門斯·法蘭茲（英语：Duke Clement Francis of Bavaria）（1722年—1770年）
3. 特蕾莎·埃曼努埃拉（德语：Theresia Emanuela von Bayern）（1723年—1743年），早逝